# Аноя
Ано̀я (на италиански: Anoia, на местен диалект Anòi, Аной) е малък град и община в Южна Италия, провинция Реджо Калабрия, регион Калабрия. Разположено е на 210 m надморска височина. Населението на общината е 2246 души (към 2011 г.).